# Kapoetdzjoegh
De Kapoetdzjoegh (Armeens: Կապուտջուղ; Azerbeidzjaans: Qapıcıq dağı; Russisch: Капутджух) is een berg van 3904 meter boven zeeniveau in het zuiden van het Zangezoergebergte in de Kleine Kaukasus, op de grens van Armenië en Azerbeidzjan.